# Jezerní plošina

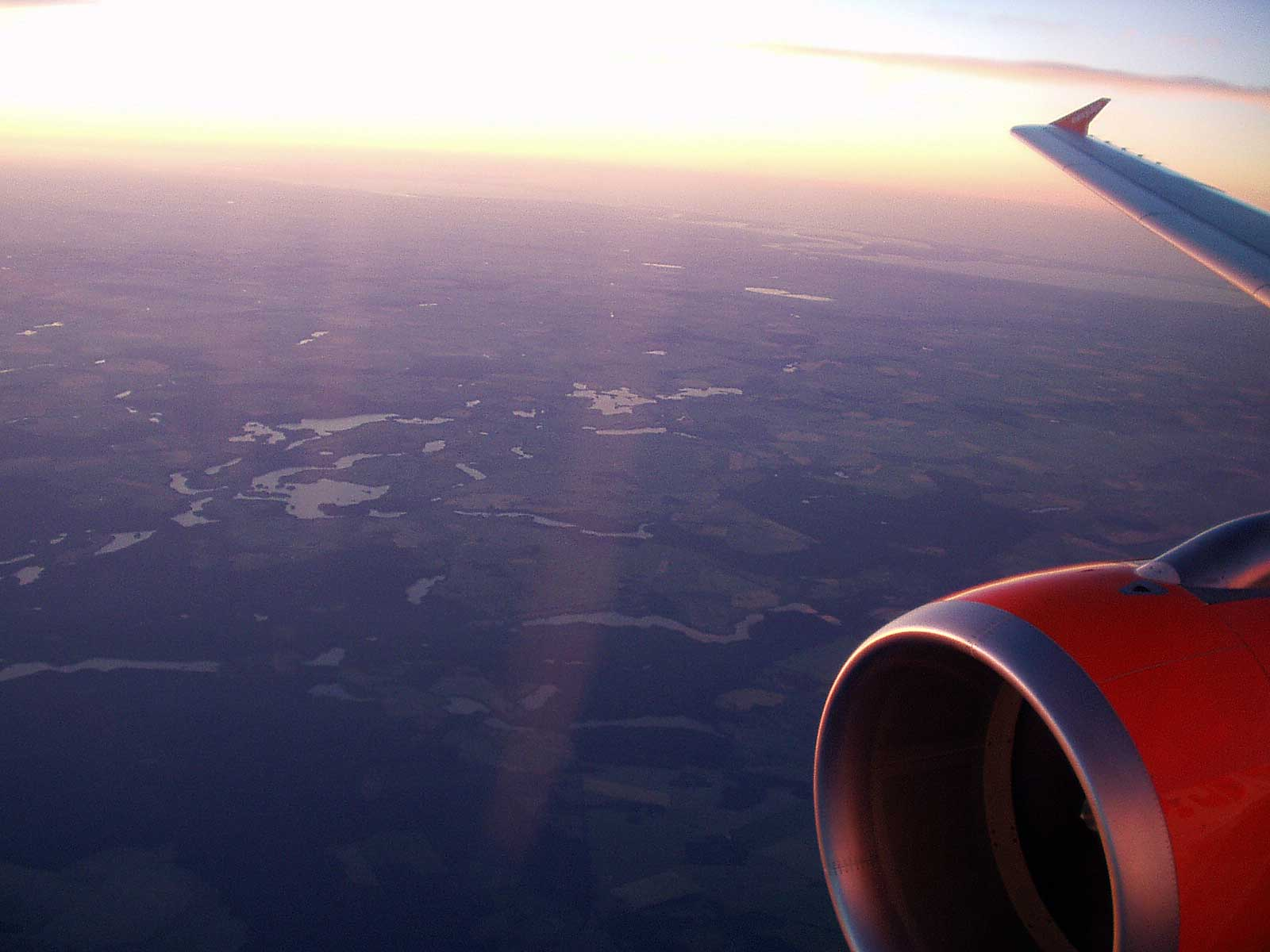
Pohled na Meklenburskou jezerní plošinu z letadla

Jezerní plošina je geomorfologický pojem označující oblast s mnoha vodními plochami. Většina těchto oblastí byla vytvořena táním ledovců po poslední době ledové, tedy asi před 10 000 lety.
Příklady jezerních plošin jsou Meklenburská s jezery Schwerinským a Müritz, Pomořanská s jezerem Elbag, Velkopolská s jezerem Jeziorko a Mazurská s jezery Mamry a Sňardvy.